# Barrio rojo de Ámsterdam
El barrio rojo de Ámsterdam (Rosse Buurt en idioma neerlandés), conocido también como Red Light, es un barrio central de la ciudad de Ámsterdam en los Países Bajos. Famoso por su historia, su arquitectura, su vida cultural y por ser uno de los barrios más liberalizados del mundo en cuanto a la actitud hacia la prostitución, las drogas y la diversidad sexual.
El barrio rojo está formado por tres distritos diferentes: De Wallen: "los muros", el más famoso de ellos, Singelgebied y Ruysdaelkade.

## Ubicación
Está situado en el centro histórico de la ciudad, en lo que antaño fueron casas de pescadores, sobre el dique de Ámsterdam, que se construyó para proteger a la ciudad de las mareas. Se encuentra delimitado por la plaza Dam y la calle Damrak al oeste y por la plaza Niewemarkt al este.

## La prostitución

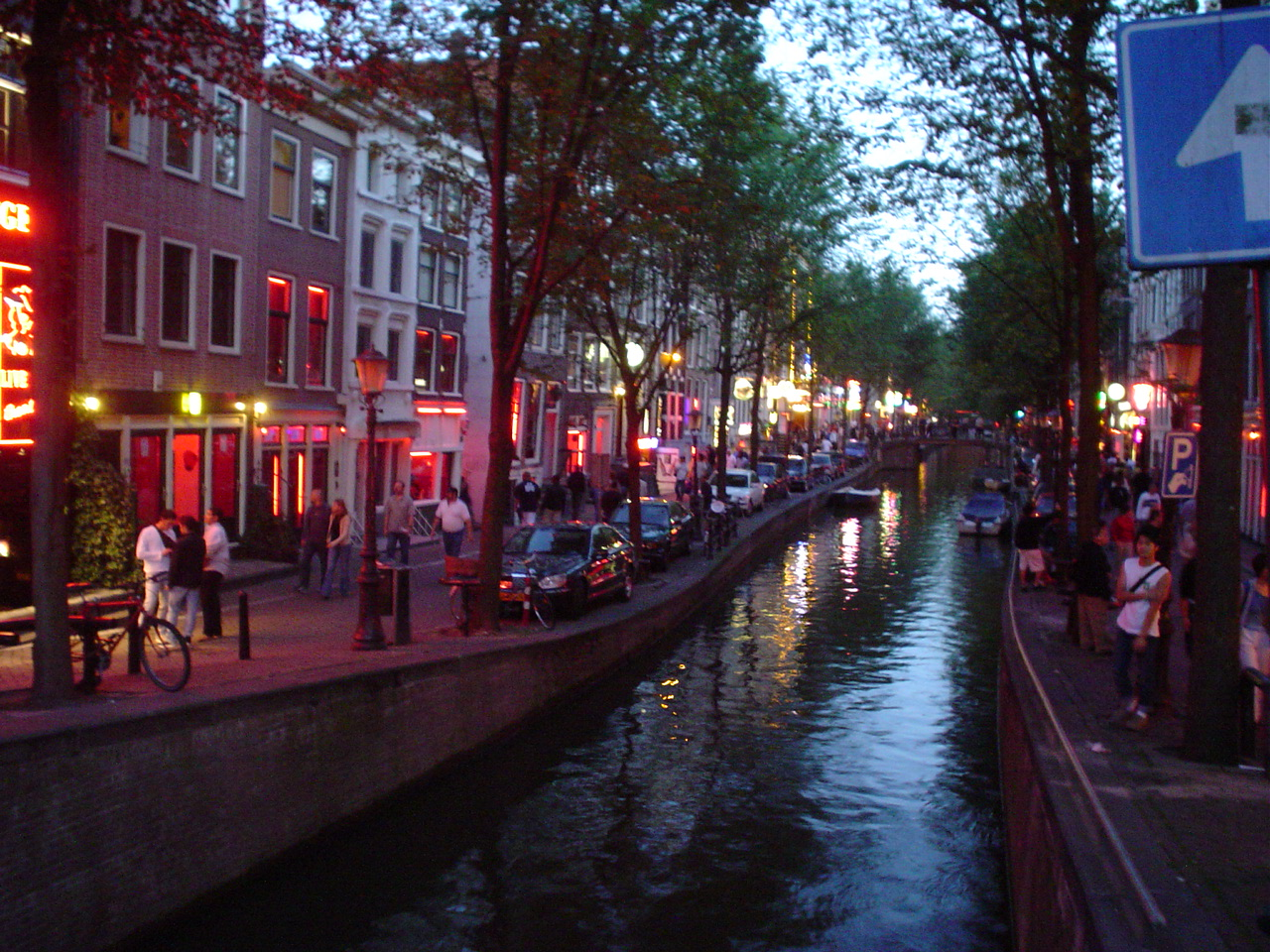
El barrio rojo de Ámsterdam.

Este es el más pintoresco y turístico barrio de Ámsterdam. Conocido mundialmente por los escaparates que adornan sus calles y estrechísimos callejones, en los que las prostitutas, realizan sus actividades profesionales desde hace siglos. La prostitución está completamente regulada en los Países Bajos, de forma que cada prostituta está obligada por ley a tener contratada una seguridad social privada (como cualquier trabajador neerlandés), a pagar tributos al estado, hacer declaraciones de hacienda y todos los procesos legales a los que un trabajador o empresa han de llevar a cabo para mantener su estatus de legalidad. También pasan revisiones médicas de forma anual.
Los locales de prostitución se encuentran abiertos tanto de día como de noche, pero la máxima afluencia de público tiene lugar las noches de los fines de semana. Es cuando miles de personas, la mayoría curiosos, se pasean tranquilamente por el barrio, entre los escaparates del distrito rojo. La entrada a estas calles es abierta, de forma que puede acceder cualquier persona, algo que no ocurre por ejemplo en el barrio Reeperbahn de Hamburgo, restringido a los menores de edad.

### Experimento con hombres
En los últimos años de la década de los 90, se llevó a cabo un experimento sociológico en las calles del distrito rojo. En lugar de prostitutas, unos hombres ejercieron la prostitución durante unos meses. El estudio concluyó en que no había en Ámsterdam interés por parte de las mujeres en ese tipo de servicio, e incluso durante esos meses, se sucedieron protestas por parte de las prostitutas, que consideraban a esos hombres "denigrantes".
Se intentó poner a chicos en las vitrinas y efectivamente se pusieron a 5 chicos de entre más de 1000 que lo solicitaron, el problema fue que en 3 horas la calle estaba llena de periodistas y chismosos por lo que los chicos no aceptaron ser grabados, interrogados y perder parte de su privacidad. Se dice que en las 3 horas que duraron los chicos en el barrio rojo hubo 6 clientes, todos hombres.

### Otros servicios
El barrio también cuenta con un enorme número de sex shops, restaurantes, hoteles, cafés y locales de exhibición. En estos locales muestran contenidos de carácter sexual, y son muy concurridos por los turistas.
La calle más célebre del barrio es la calle central llamada Warmoestraat, repleta de bares, gente, cerveza y alboroto.